# T2K
T2K (englisch Tokai to Kamioka) ist ein Teilchenphysik-Experiment, welches Neutrinooszillationen von an einem Beschleuniger erzeugten Neutrinos misst. Das Experiment befindet sich in Japan und wird von einer internationalen Kollaboration von ungefähr 500 Wissenschaftlern und Ingenieuren aus über 60 Forschungseinrichtungen und Universitäten aus Europa, Asien und Nordamerika betrieben. T2K ist ein anerkanntes CERN Experiment (RE13).
T2K war das erste Experiment, welches Elektron-Neutrinos in einem Myon-Neutrino-Strahl nachweisen konnte. Ergebnisse waren die weltweit beste Messung des Oszillationsparameters θ23 und Hinweise auf starke Materie-Antimaterie-Asymmetrie bei Neutrinooszillationen. Die Messung dieser Asymmetrie könnte Teil der Erklärung für ein von Materie dominiertes Universum sein.
Der hochintensive Myon-Neutrino Strahl wird am J-PARC (Japan Proton Accelerator Research Complex) in Tokai-mura an der Ostküste Japans erzeugt. Der Strahl ist auf das 295 km entfernte Super-Kamiokande-Observatorium gerichtet. Die Eigenschaften und Zusammensetzung des Neutrinostrahles werden kurz nach Erzeugung in Tokai-mura durch mehrere Nah-Detektoren 280 m vom Erzeugungsort vermessen. Eine weitere Messung in Super-Kamiokande ermöglicht es Oszillationsparameter zu bestimmen, indem die neue Zusammensetzung des Strahles mit der Ursprünglichen verglichen wird. Super-Kamiokande kann sowohl Myon- als auch Elektron-Neutrinos detektieren und unterscheiden, wodurch verschwindende Myon-Neutrinos und emergente Elektron-Neutrinos gezählt werden können.

## Forschungsprogramm
Das T2K Experiment wurde 2003 vorgeschlagen mit den folgenden Forschungszielen:
- Entdeckung von νμ → νe Oszillationen und damit die Bestätigung, dass der letzte, damals noch nicht gemessene Oszillations-Winkel θ13 nicht verschwindend sein kann.
- Präzise Messung der Oszillationsparameter Δm223 und θ23
- Suche nach sterilen Neutrinos
- Messung von verschiedenen Wechselwirkungsquerschnitten der erzeugten Neutrinos in verschiedenen Materialien im Energiebereich von wenigen GeV.

Seit dem Start des Experimentes 2010, konnte T2K folgende herausragenden Resultate liefern:
- Bestätigung von Elektron-Neutrino Emergenz in einem Myon-Neutrino Strahl (νμ→νe), und damit erstmals der Nachweis von Neutrinos (Elektron-Neutrinos), welche ursprünglich in anderer Art erzeugt und nachgewiesen wurden (Myon-Neutrinos).[12][13]
- Genauste Messung des Mischungswinkels θ23.[14]
- Die erste signifikante Einschränkung von δCP, und damit von der Magnitude der Materie-Antimaterie-Asymmetrie für Neutrinos.[15]
- Grenzen für die möglichen Oszillationsparameter steriler Neutrinos in Studien im Nahdetektor ND280[16] und im Ferndetektor Super-Kamiokande.[17]
- Messung mehrerer Wechselwirkungsquerschnitte von Elektron- und Myon-Neutrinos[18][19] und deren Antiteilchen mit inklusiven geladenen Strömen (engl. charged current CC) Interaktionen[20], CC Interaktionen ohne produzierte Pionen[21][22][23] und mit einem Pion[24], kohärente Pion Produktion[25], neutrale Ströme Interaktionen[26] usw. in verschiedenen Materialien, beispielsweise Kohlenstoff, Wasser und Eisen.[27]

Zukünftige Erweiterungen und Verbesserungen von T2K werden die Messung der δCP Phase verbessern, sowie die Messung von Δm223 und θ23. Die projektierte Verbesserung der Wechselwirkungsquerschnitt-Messungen soll helfen Theorie-Vorhersagen von Neutrinointeraktionen und deren Simulation zu verbessern.

## Neutrino-Strahl

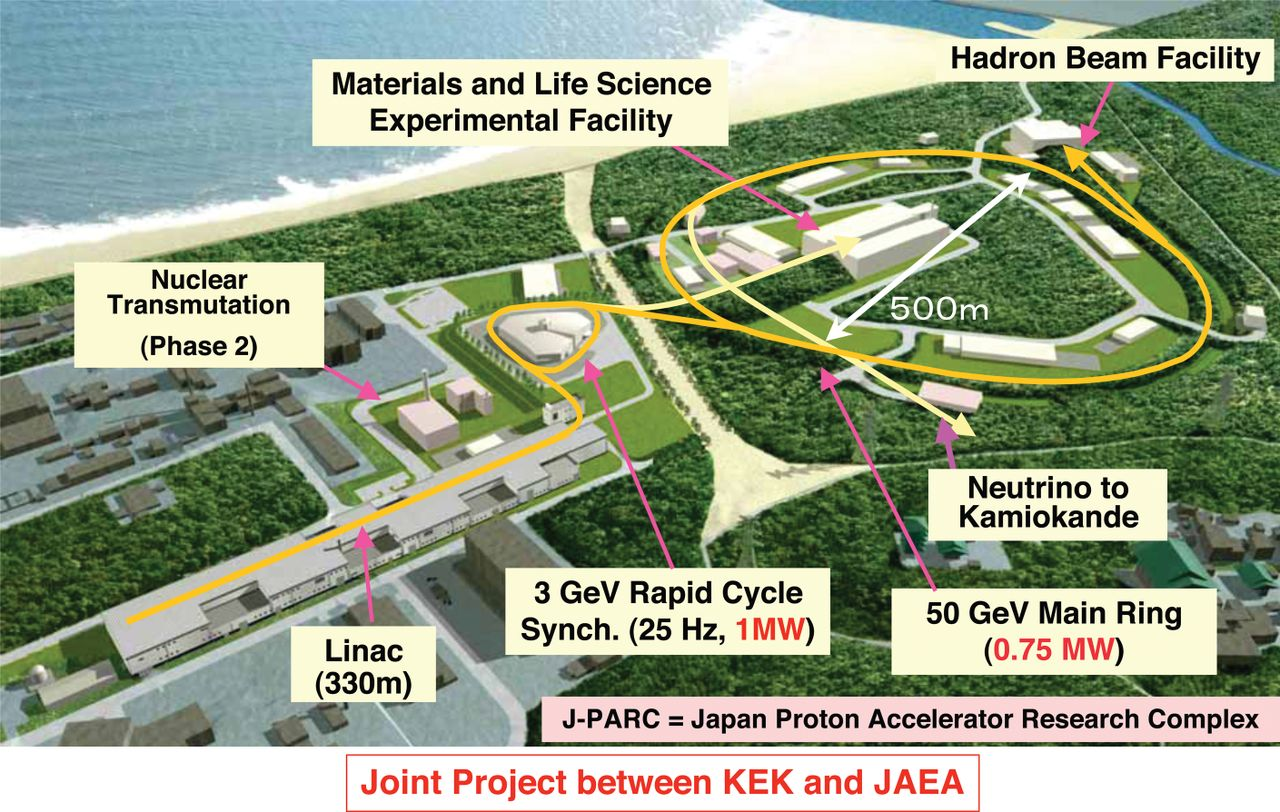
Vogelperspektive von J-PARC mit eingezeichneten Beschleunigern.

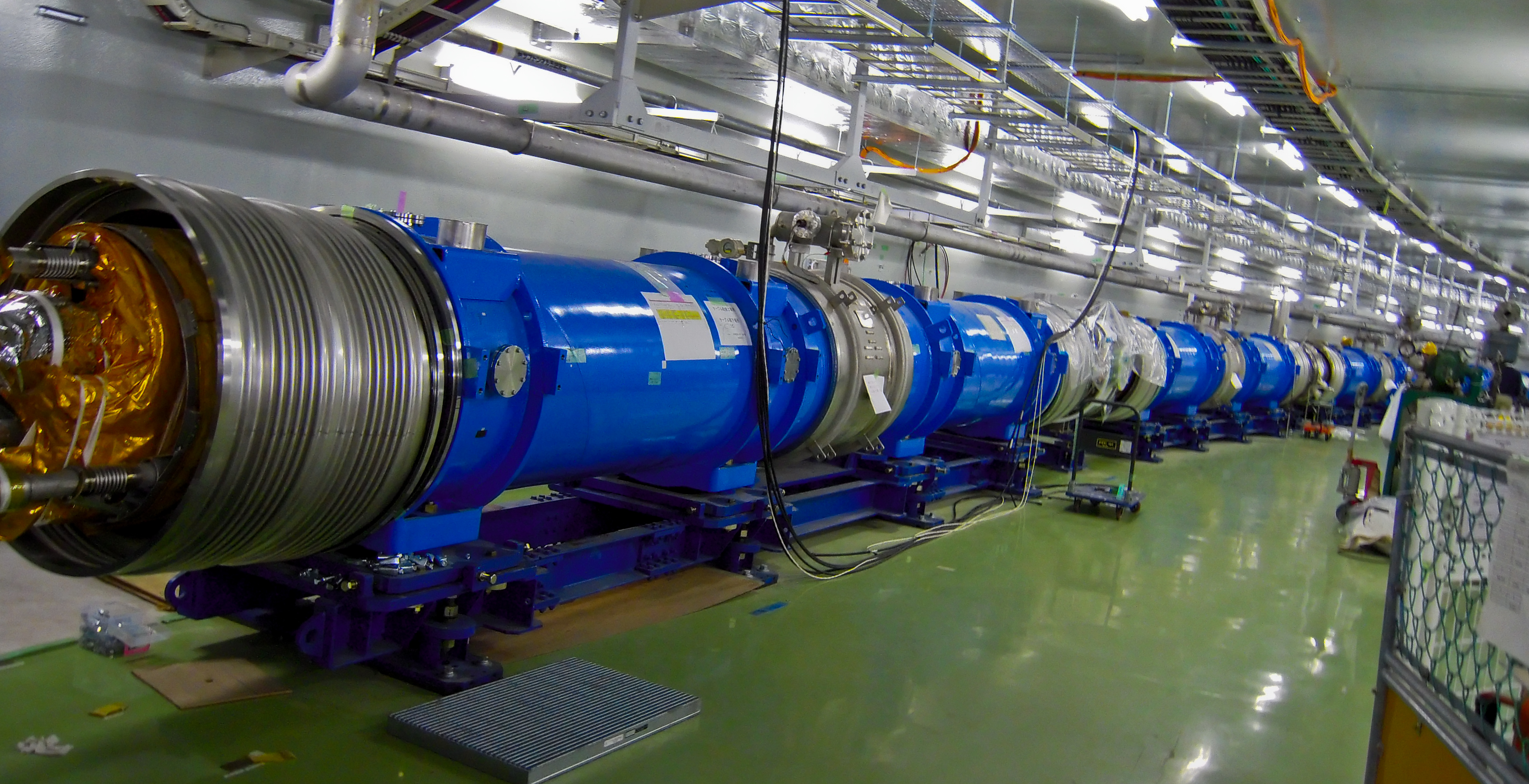
Supraleitende Dipol-Magnete der Strahlführung im Hauptring von J-PARC (im Aufbau, 2008). Die gezeigten Magnete steuern den Strahl von der Kreisbahn in Richtung Super-Kamiokande.

In T2K wird ein Myon-Neutrino Strahl oder ein Anti-Myon-Neutrino Strahl im Forschungszentrum J-PARC erzeugt, indem ein Protonenstrahl in drei Stufen durch verbundene Teilchenbeschleuniger auf eine Teilchenenergie von 30 GeV beschleunigt wird: Zuerst auf 400 MeV Energie im Linac, dann auf 3 GeV durch das Synchrotron RCS (engl. Rapid Cycle Synchrotron), und abschließend in einem weiteren Synchrotron mit größeren Umfang, dem MR (engl. Main Ring) auf 30 GeV. Protonen werden mit einem Graphit-Ziel zur Kollision gebracht, wo Mesonen, hauptsächlich Pionen und Kaonen, erzeugt werden. Magnetische Hörner fokussieren diese Teilchen in einen Tunnel, den Zerfallstunnel, wo sie dann im freien Flug zerfallen können. Durch die Hornpolarität können entweder positive oder negativ geladene Teilchen in den Zerfallstunnel fokussiert werden. Positiv geladene Pionen zerfallen hauptsächlich in μ+ und νμ, wodurch der Myon-Neutrino Strahl erzeugt wird. Selektieren von negativ geladenen Mesonen würde einen Anti-Neutrino Strahl erzeugen. Sämtliche übrig gebliebenen Teilchen werden von einem 75 Tonnen schweren Graphit Block gestoppt, sodass nur die kaum wechselwirkenden Neutrinos den Nah- und Ferndetektor erreichen können.

### Neben-Achsen-Strahl

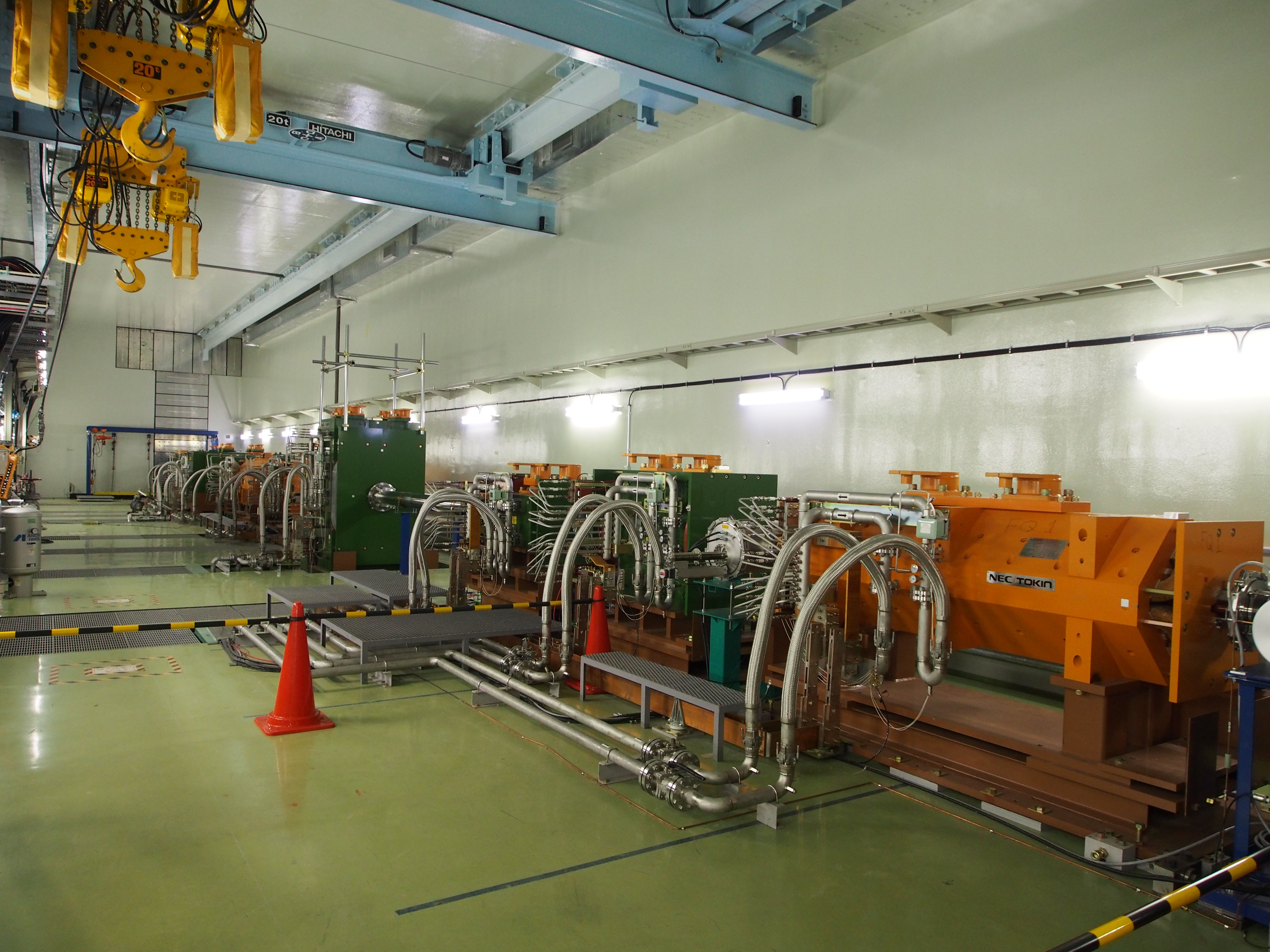
Fokussierung des Strahles, kurz bevor er das Graphit-Ziel erreicht.

T2K ist das erste Experiment, welches einen sogenannten Neben-Achsen (engl. off-axis) Neutrino-Strahl eingesetzt hat. Die Strahlführung von J-PARC ist so gebaut, dass der erzeugte Neutrinostrahl 2 bis 3 Grad von der direkten Verbindung nach Super-Kamiokande und ND280 weg gesteuert werden kann. Der eingeschlossene Winkel wurde zu 2,5° gewählt, da in diesem Winkel hauptsächlich Neutrinos mit circa 600 MeV abgestrahlt werden. Bei dieser Energie und der Distanz von 295 km zu Super-Kamiokande ist die Wahrscheinlichkeit für eine Oszillation der Neutrinos maximal. Bei diesen Energien interagieren Neutrinos hauptsächlich in quasi-elastischen geladenen Strömen, bei denen es möglich ist, die Energie des interagierenden Neutrinos nur aus dem Impuls und der Richtung des erzeugten, geladenen Leptons zu rekonstruieren. Höhere Neutrinoenergien werden durch die Neben-Achsen-Konfiguration unterdrückt, wodurch weniger Interaktionen mit assoziierter Mesonproduktion stattfinden, welche als Hintergrund für T2K zu werten sind.

## Nahdetektoren
Der Nah-Detektor-Komplex befindet sich 280 Meter entfernt von dem Graphit-Ziel an dem der Protonenstrahl gewandelt wird. Die Aufgabe ist es, den ursprünglichen Neutrino-Fluss vor Oszillation zu vermessen und Neutrino-Interaktionen an verschiedenen verbauten Materialien zu untersuchen. Der Komplex besteht aus drei Haupt-Detektoren:
- INGRID (Interaktives Neutrino Gitter, engl. Interactive Neutrino GRID) befindet sich im Zentrum des Neutrino-Strahles, also nicht neben der Achse,
- ND280 steht 2,5° neben der Neutrino-Achse, wie auch der Fern-Detektor.
- Wagasci-BabyMIND ist ein magnetisierter Neutrino-Detektor unter einem Winkel von 1,5° neben der Achse, gebaut um die Änderung im Energiespektrum von Neutrinos unter verschiedenen Winkeln zu messen und um Interaktionen bei den dortigen höheren Neutrino-Energien zu vermessen.

### Signalauslese
Mit Ausnahme der Spurendriftkammern in ND280 wird ausschließlich Plastik-Szintillator als aktives Material eingesetzt. In Szintillatoren wird Licht erzeugt, wenn geladenen Teilchen durch sie hindurch fliegen. Wellenlängenschiebende Fasern bündeln und konvertieren diese Photonen. An einem oder beiden Enden der Fasern sind Hamamatsu MPPCs verbaut, welche Photonen in elektrische Signal wandeln. Szintillator Balken sind in Lagen angeordnet die von Lage zu Lage um 90 Grad rotiert zueinander sind, wodurch können Teilchenspuren in 3D rekonstruiert werden.

### Detektor INGRID
Die Hauptaufgabe des INGRID-Detektors ist das Überwachen des Richtungsprofils und der Intensität des Neutrino Strahls durch direkte Detektion der Neutrinos. INGRID besteht aus 16 identischen, kreuzförmig angeordneten Modulen. Die jeweils zehn Meter lange Horizontale und Vertikale bestehen aus je sieben Modulen mit zwei weiteren Modulen etwas Abseits. Ein Modul besteht aus alternierenden Schichten aus Eisen und Plastik-Szintillator. Umgeben wird das Modul mit vier zusätzlichen Plastik-Szintillator-Schichten als Veto für von außen eindringende Teilchen im Gegensatz zu im Inneren, durch Neutrinointeraktionen erzeugten, Teilchen. Jedes Modul wiegt 7,1 Tonnen im Eisen allein, was 96 % des Gesamtgewichtes ausmacht. Entlang der Neutrinostrahlachse, welche durch den Schnittpunkt der Arme geht, befindet sich ein Modul, welches komplett aus Plastik-Szintillator gebaut wurde. Dieses Proton Modul genannte Modul hat eine Masse von 550 kg und dient der Studie von quasi-elastischen Interaktionen und damit der Verifikation von Simulationsvorhersagen.

### Detektor ND280

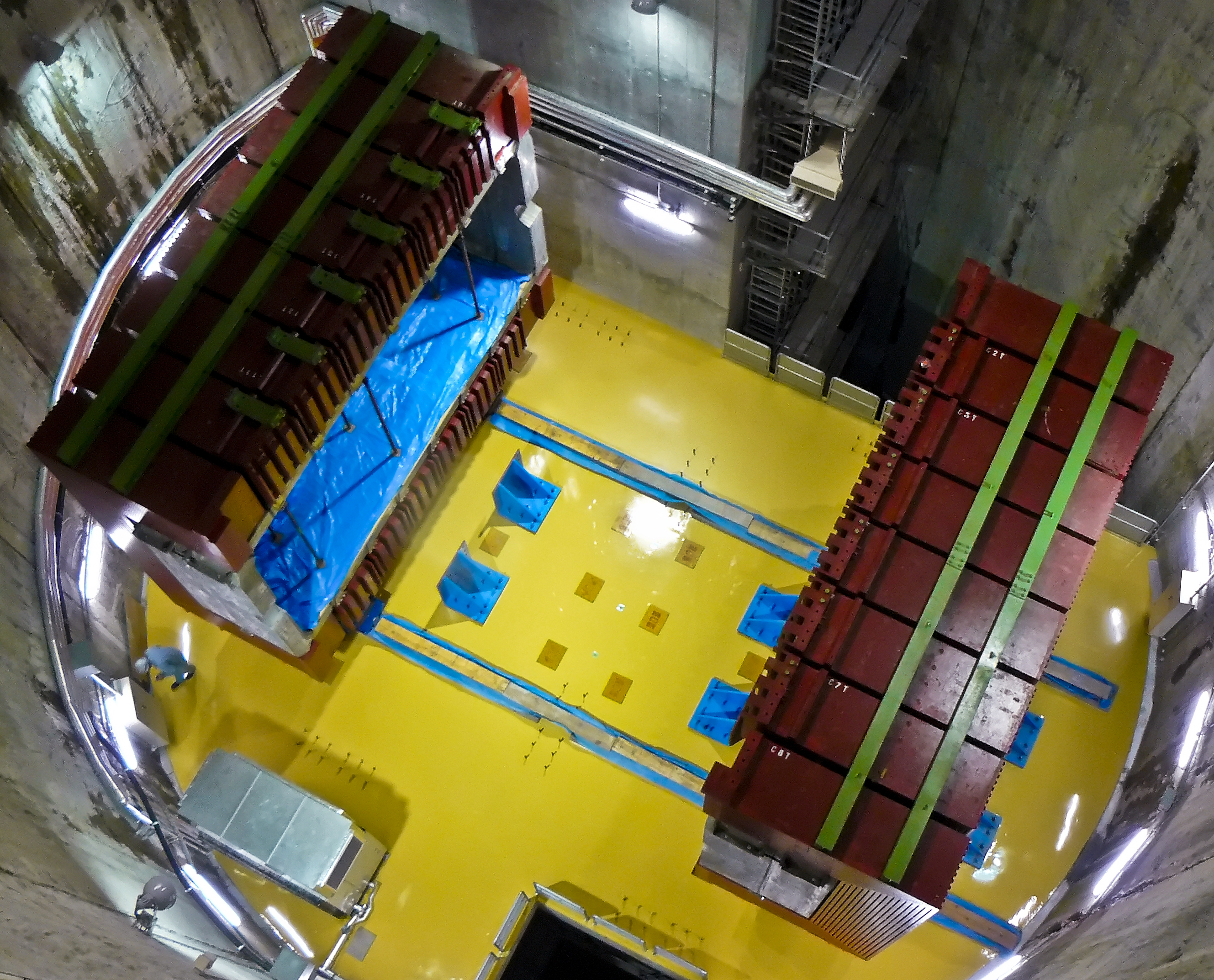
Geöffneter UA1-Magnet, bevor ND280 eingebaut wurde.

Der ND280-Detektor wird eingesetzt um den Fluss, das Energiespektrum und mögliche Elektron-Neutrino Kontamination unter dem gleichen Winkel wie der Fern-Detektor kurz nach Erzeugung zu messen. ND280 wird ebenfalls eingesetzt um verschiedene Arten von Interaktionen der Elektron-, Myon-Neutrinos und den jeweiligen Antineutrinos zu studieren. All dies ist nötig um die erwartete Anzahl und Art der Neutrinointeraktionen im Fern-Detektor vorher zu sagen und reduziert dadurch den systematischen Fehler der Oszillations Messung durch Modellungenauigkeiten der Neutrinointeraktionen und des Flusses.
ND280 selbst besteht aus mehreren Sub-Detektoren: der Pi-Null Detektor und den zwei spurabbildenden Feingranulare Detektor (engl. Fine Grained Detektor FGD) mit drei zwischen liegenden Spurendriftkammern. All diese Detektoren sind in einem gemeinsamen Stahlrahmen installiert, der auch Korb genannt wird. Um den Korb herum sind elektromagnetische Kalorimeter angebracht. Der Korb und die Kalorimeter sind in einem Magneten (ehemals eingesetzt beim UA1 Experiment) mit einem homogenen, horizontalen Feld der Stärke 0,2 T. Das Joch des Magneten ist mit Szintillatorplatten instrumentiert, den Seitlichen Myonen Reichweite Detektoren (engl. Side Muon Range Detector SMRD), welches Teilchen, hauptsächlich Myonen, detektiert die den Detektor verlassen oder von außen eindringen.

### Detektor Pi-Null
Der Pi-Null-(π0-)Detektor (P0D) besteht aus 40 Plastik-Szintillator Modul Lagen, die in einer zentralen Region mit 2,8 cm breiten Taschen, die mit Wasser gefüllt werden können, und Bronzeplatten abwechselnd geschichtet sind. In dem vorderen und hinteren Bereich sind Plastikszintillator Lagen mit Bleiplatten geschichtet. Durch Vergleich der Interaktionsraten mit und ohne Wasser in den Taschen können Rückschlüsse gezogen werden auf die Anzahl der Interaktionen im Wasser und damit dem aktiven Medium des Fern-Detektors. Der P0D ist circa 2,1 m × 2,2 m × 2,4 m (X×Y×Z) groß und wiegt 15,8 t mit oder 12,9 t ohne Wasserfüllung.
Wie der Name schon ersichtlich macht, ist die Hauptaufgabe des P0D die Messung von neutralen Pionen die vorzugsweise in Interaktionen mit neutralen Strömen erzeugt werden:
νμ + N → νμ + N’ + π0
Diese Interaktionen können fehlerhaft als Elektron-Neutrino Interaktionen rekonstruiert werden, da Photonen des π0 Zerfalls sehr ähnliche Signaturen in Super-Kamiokande erzeugen wie Elektronen. Die Rekonstruktion von isolierten Elektronen wiederum ist die Signatur einer Elektron-Neutrino Interaktion, was π0 Zerfälle zu einem Hintergrundprozess der Elektron-Neutrino Emergenz macht.

### Spurendriftkammern
Drei Spurendriftkammern (engl. Time Projection Chamber TPC) sind gasgefüllte, rechteckige Kammern mit einer halbierenden Kathodenplatte und MicroMegas (das sind gasgefüllte Weiterentwicklungen der Drahtkammer) an den beiden gegenüberliegenden Ebenen. Die Spurendriftkammern sind mit einem Gemisch aus 95 % Argon, 3 % Tetrafluormethan und 2 % Isobutan bei atmosphärischem Druck gefüllt. Hochenergetische geladene Teilchen, die die Spurendriftkammern queren, hinterlassen eine Spur aus ionisierten Gasatomen und Molekülen. Das elektrische Feld ist so angelegt, dass die Elektronenspuren zu den Anoden und den dort befindlichen MicroMegas driften, wo eine 2D Projektion der Spuren erzeugt und digitalisiert wird. Die dritte Raumkoordinate kann durch zusammenführen von Spuren, die die Spurendriftkammern verlassen und Signale in den umgebenden Detektoren erzeugen rekonstruiert werden. Durch das magnetische Feld, welches parallel zum elektrischen Feld erzeugt wird, und daher durch die resultierende Lorentzkraft, werden geladene Teilchen auf Helixbahnen gezwungen. Der Radius dieser Bahnen und die Händigkeit bestimmen Ladung und Impuls der ionisierenden Teilchen. Die Menge der ionisierten Gasatome und Moleküle ist ein Messwert für den Energieverlust nach Bethe-Bloch. Die Kombination von Impuls und Energieverlust in Gas ist charakteristisch für jedes Teilchen und kann daher zur Identifikation der Teilchen genutzt werden.

### Feingranularer Detektor
Die beiden feingranularen Detektoren (engl. Fine Grained Detector FGD), sind je einmal zwischen der ersten und zweiten und der zweiten und dritten Spurendriftkammer angebracht. Zusammen bilden die Spurendriftkammern und die feingranularen Detektoren den spurenabbildenden Teil von ND280. In den FGDs ist der Großteil der aktiven Zielmasse für Neutrinointeraktionen verbaut. Dort werden auch die relativ kurzen Spuren von durch Neutrinos abgestoßenen Protonen rekonstruiert. Der erste FGD besteht rein aus Szintillator-Schichten, während der Zweite immer abwechselnd mit Wasser gefüllte Kammern zwischen den Szintillatorschichten verbaut hat. Auch hier ist der Grund, dass Wasser das aktive Medium des Fern-Detektors Super-Kamiokande ist. Wechselwirkungsquerschnitte von Neutrinos mit Kohlenstoff und Wasser können ermittelt werden durch einen Vergleich der Neutrinointeraktionsraten in den beiden FGDs.

### Elektromagnetisches Kalorimeter
Das elektromagnetische Kalorimeter (engl. electromagnetic Calorimeter ECAL) umgibt die inneren Detektoren (P0D, TPCs und FGDs). Es ist aus Szintillatorschichten alternierend mit Bleiplatten aufgebaut. Die Aufgabe ist die Detektion von neutralen Teilchen, insbesondere Photonen, und die Bestimmung der Energie und Richtung dieser Teilchen. Es werden auch geladene Teilchen gestoppt und gemessen, was zusätzliche Informationen zur Teilchenidentifikation liefern kann.

### Seitliche Myonen Reichweitendetektoren
Die Seitlichen Myonenreichweitedetektoren (engl. Side Muon Range Detector SMRD) besteht aus vielen einzelnen Szintillatormodulen, die in Spalten im Magnetjoch eingefügt werden. Die SMRD zeichnen Myonen auf, die aus den inneren Detektoren und den elektromagnetischen Kalorimetern entweichen. Sie werden auch eingesetzt um von außen eindringende Myonen der komischen Höhenstrahlung oder durch Neutrinointeraktionen in dem umgebenden Sand, Gestein oder dem Magneten selbst zu identifizieren.

## Super-Kamiokande
Der Super-Kamiokande-Detektor befindet sich in 1000 m Tiefe in der Mozumi-Mine unter dem Berg Ikeno in Kamioka, Hida. Zentrales Stück ist ein 40 m hoher Edelstahlzylinder mit 40 m Durchmesser, der mit 50.000 Tonnen hochreinem Wasser gefüllt ist und mit 13.000 Photoelektronenvervielfachern (engl. Photo Multiplier Tube PMT) bestückt wurde. Die PMTs werden eingesetzt um die Lichtkegel des Tscherenkow Effekts zu detektieren. Eine der zentralen Aufgaben ist die Unterscheidung von Elektronen und Myonen, die beide in quasi-elastischen Interaktionen, durch νμ bzw. νe, erzeugt werden können, zu unterscheiden. Aufgrund der deutlich höheren Masse von Myonen, werden diese seltener von der ursprünglichen Richtung abgelenkt. Die leichten Elektronen werden hingegen häufig gestreut und erzeugen fast immer elektromagnetische Schauer. Dadurch erscheinen die Kegel von Elektronen ausgeschmiert und die von Myonen scharfkantig. Die ursprüngliche Neutrinoenergie wird anhand der Richtung und Energie des erzeugten Leptons errechnet. So können Spektren für νμ und νe gemessen werden, was wiederum die Messung von Oszillationsparametern ermöglicht.

## Geschichte
T2K ist der Nachfolger des “KEK-to-Kamioka” (K2K) Experimentes, welches von 1999 bis 2005 lief. Im K2K Experiment wurde ein Myon-Neutrino Strahl im KEK Forschungszentrum in Tsukuba (Japan) erzeugt und zum Super-Kamiokande Detektor in 250 km Entfernung gerichtet. K2K konnte den Verlust von Myon-Neutrinos durch Oszillation mit einer statistischen Konfidenz von 99,9985 %, entsprechende 4,3 σ nachweisen, was mit damaligen Messungen von Super-Kamiokande an atmosphärischen Neutrinos übereinstimmte.
Mit dem Bau der Neutrino Strahlführung am J-PARC wurde 2004 begonnen und 2009 abgeschlossen. Im selben Jahr noch wurden INGRID und die inneren Detektoren von ND280 fertig gestellt. Das elektromagnetische Kalorimeter, dessen Bau auch 2009 begann, wurde 2010 fertig gestellt. Super-Kamiokande ist bereits seit 1996 in Betrieb und hat in dieser Zeit auch Messungen ohne Neutrinos, beispielsweise Limits auf die Lebensdauer von Protonen, erzielt.
Die ersten Neutrinos wurden im Januar 2010 detektiert mit einem ursprünglich nicht vollständigen ND280 Detektor. Ab November desselben Jahres läuft der Detektor im vollen Ausbau. Die Messungen wurden durch das Tohoku-Erdbeben im März 2011 zeitweise unterbrochen. Die Protonenstrahl Leistung wächst stetig an und damit auch die Intensität des Neutrinostrahles. Im Februar 2020 wurden 515 kW Leistung erreicht mit einer integrierten Protonen Anzahl von 3,64·1021 mit 55 % davon im Neutrino-Modus und 45 % im Anti-Neutrino-Modus.

## Pläne
Das T2K-Experiment lieferte zuletzt im Februar 2020 Messdaten. Im folgenden Jahr werden umfassende Aufwertungen der Detektoren durchgeführt und die Neutrino-Strahlführung verbessert. Ab 2022 bis 2026 werden in einer zweiten Phase des T2K-Experimentes (T2K-II) wieder Neutrinos untersucht.
Ab 2025 soll der 250.000 Tonnen Hyper-Kamiokande Detektor in Betrieb gehen und damit Super-Kamiokande ergänzen. Es wurde ebenfalls vorgeschlagen einen zwischenliegenden Detektor, den Intermediären Wasser Tscherenkow Detektor, in einem Abstand von circa 2 km zur Neutrinoproduktion zu bauen.